# Pedro Crespo de Lara
Pedro Crespo de Lara (España; 1935) es un abogado, periodista y escritor español.
Fue un destacado hombre de prensa en la España en los años ochenta y noventa, y fue considerado como el abogado de la libertad de prensa. Fundador y Secretario General de la Asociación de Editores de Diarios Españoles desde 1978 a 2000 y vicepresidente del World Press Freedom Committee durante cuatro mandatos. 

## Biografía
Nacido en Cabezón de la Sal, Cantabria el 6 de septiembre de 1935, se licenció en Derecho por la Universidad de Oviedo y perteneció a la primera promoción de licenciados en periodismo. 
Comenzó a trabajar en el mundo de la prensa en 1968 cuando ingresó en el diario Informaciones, dirigido por Jesús de la Serna, llegando a ser Secretario General de Prensa Castellana, editora de Informaciones y Presidente de la Agrupación de la Prensa Diaria. 
Crespo de Lara fundó la Asociación de Editores de Diarios Españoles (AEDE), en 1978 y fue su Secretario General hasta 2000. Durante todo este tiempo tuvo un papel determinante en la transformación de la prensa española y la aplicación práctica de la libertad conseguida desde el retorno de la democracia. Crespo de Lara incorporó a la prensa española a los organismos internacionales y fue vicepresidente del World Press Freedom Committee. 
Profesor titular de Empresa Periodística en la Facultad de Ciencias de la Información de la Universidad Complutense de Madrid, fundó y dirigió la Cátedra Ortega y Gasset y la revista AEDE.
Fue dos veces decano del Colegio de Abogados de Madrid y vocal del Consejo Superior de la Abogacía. Fue además cónsul honorario de la República de Corea y secretario general del Cuerpo Consular de Madrid. 
Hijo predilecto de Cabezón de la Sal (Cantabria), es muy activo en actividades culturales de su tierra natal, donde es un personaje conocido. Tiene una extensa obra poética y colabora asiduamente en medios de prensa.

## Obra
- La Empresa Periodística, Ariel 1996
- Informaciones, la década del cambio, Tantín, 2008
- Triunfo la libertad de prensa, La esfera de los libros, 2014

- Datos: Q6068558